# Theodoric Valeton
Theodoric Valeton (1855, Groninga - 1929, La Haya) fue un botánico neerlandés .
Hizo sus estudios en la Universidad de Groningen obteniendo su doctorado en 1886. Tres años más tarde, parte a Java como bacteriólogo a la "Estación Experimental Azucarera de Pasoeroean".
Entra en 1893 al Jardín Botánico de Buitenzorg. Dirige el herbario desde 1903 a 1913, fecha de su partida a retiro. Permanece en Buitenzorg de 1916 a 1919 para estudiar las Zingiberaceae.
Además de numerosas publicaciones taxonómicas, Valeton participa en la redacción de Bijdragen tot de kennis der Boomsoorten op Java basada en especímenes recolectados por Sijfert H. Koorders (1863-1919).

## Honores

### Eponimia
Elias Magloire Durand (1794-1873) le dedica el género botánico de Valentonia Durand, de la familia Icacinaceae.

## Fuente
- Biografía en el sitio del "Herbario Nacional Holandés (en inglés)
- La abreviatura «Valeton» se emplea para indicar a Theodoric Valeton como autoridad en la descripción y clasificación científica de los vegetales.[1]